# تریویژا
تریویژا (به لاتین: Trywieża) یک منطقهٔ مسکونی در لهستان است که در Gmina Hajnówka واقع شده‌است.